# Сламена шапка
Сламена шапка е вид шапка, изработена от преплетени сламени пръчици. Прилича отчасти на каубойската и сомбрерото. Носи се на карнавали, празници и във всекидневието. Широко популярна е в Мексико, САЩ, също и в България. Основното ѝ предназначение е да предпазва от слънцето. Сламените шапки се носят през лятото от дълбока древност.